# Área verde urbana

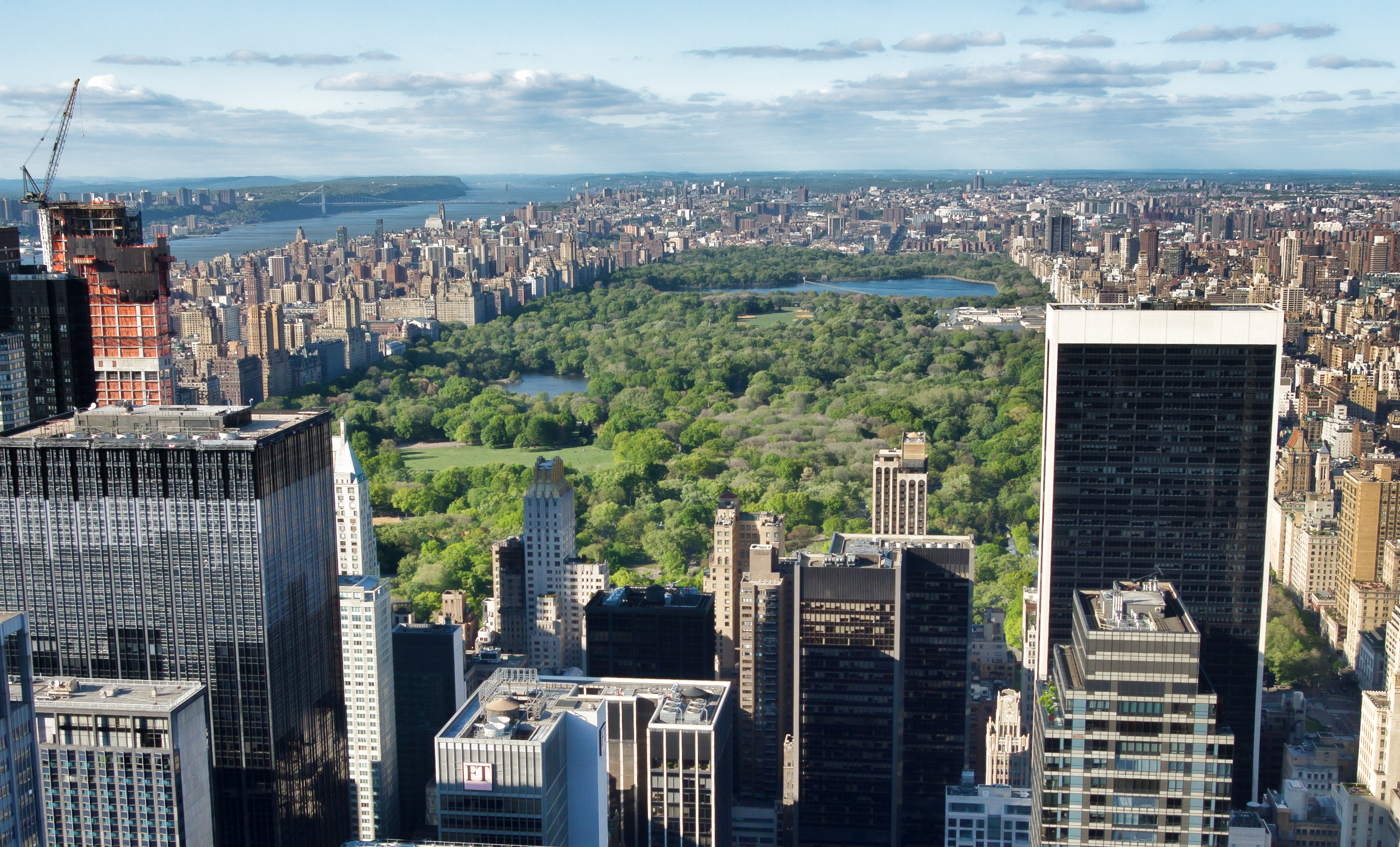
Central Park, em Nova York.

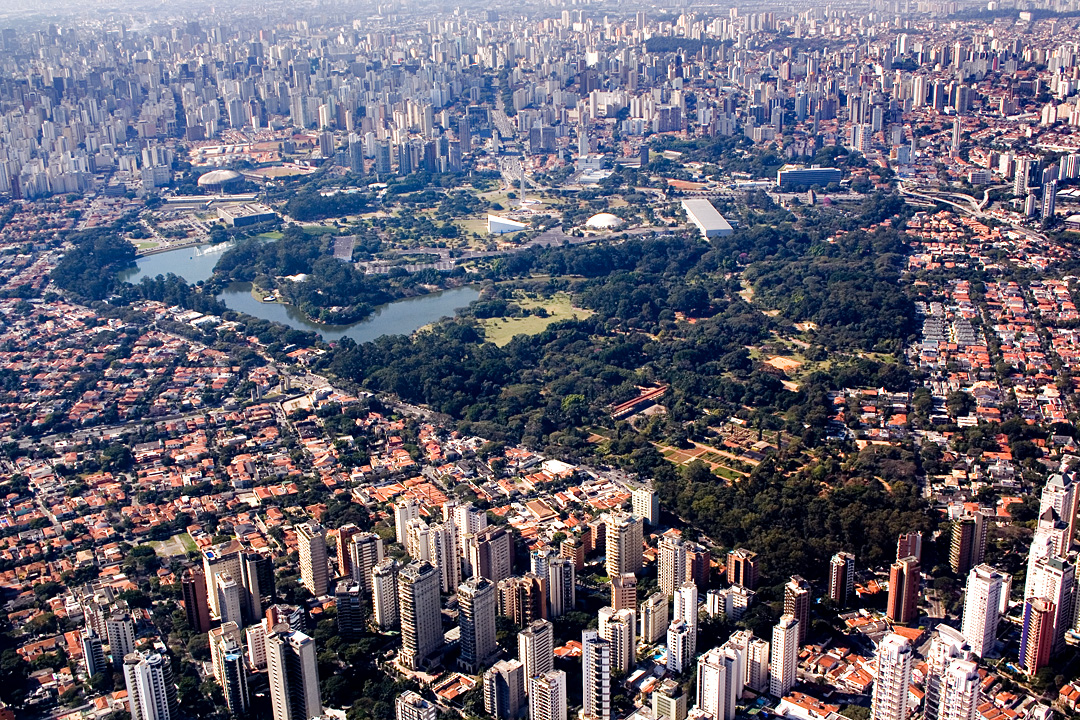
Parque Ibirapuera, em São Paulo.

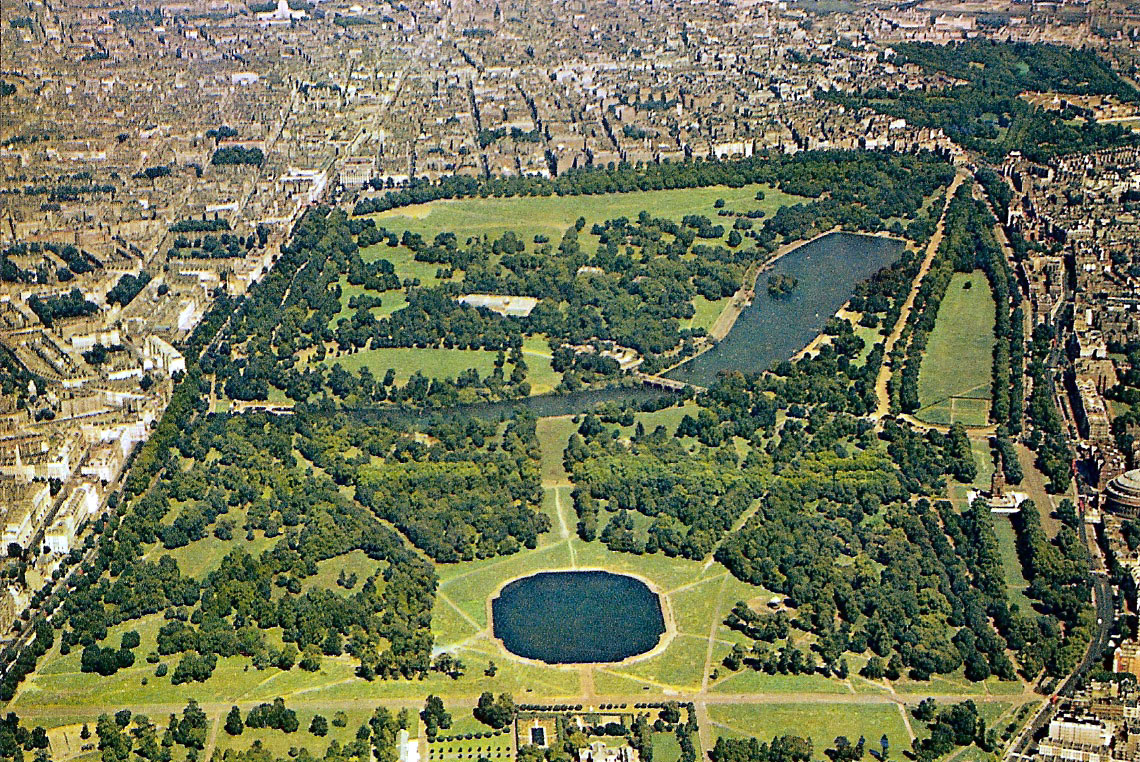
Hyde Park, em Londres.

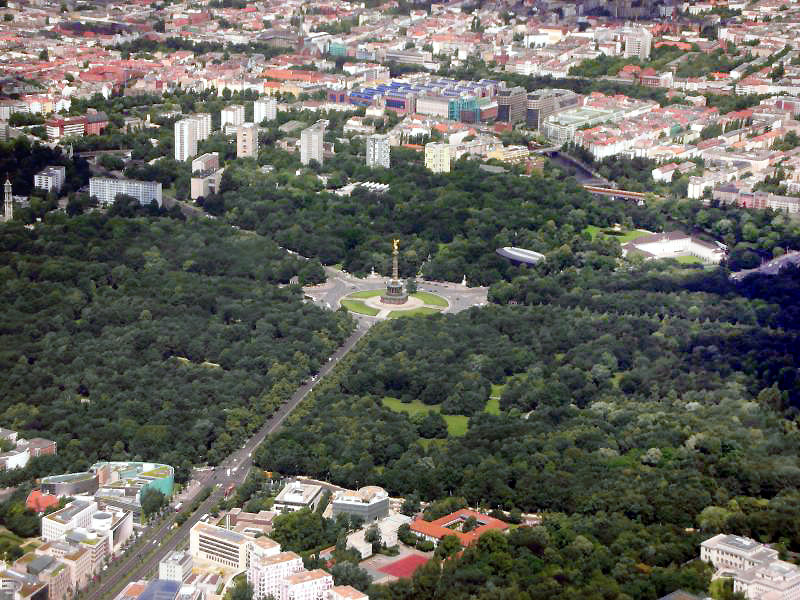
Großer Tiergarten, em Berlim.

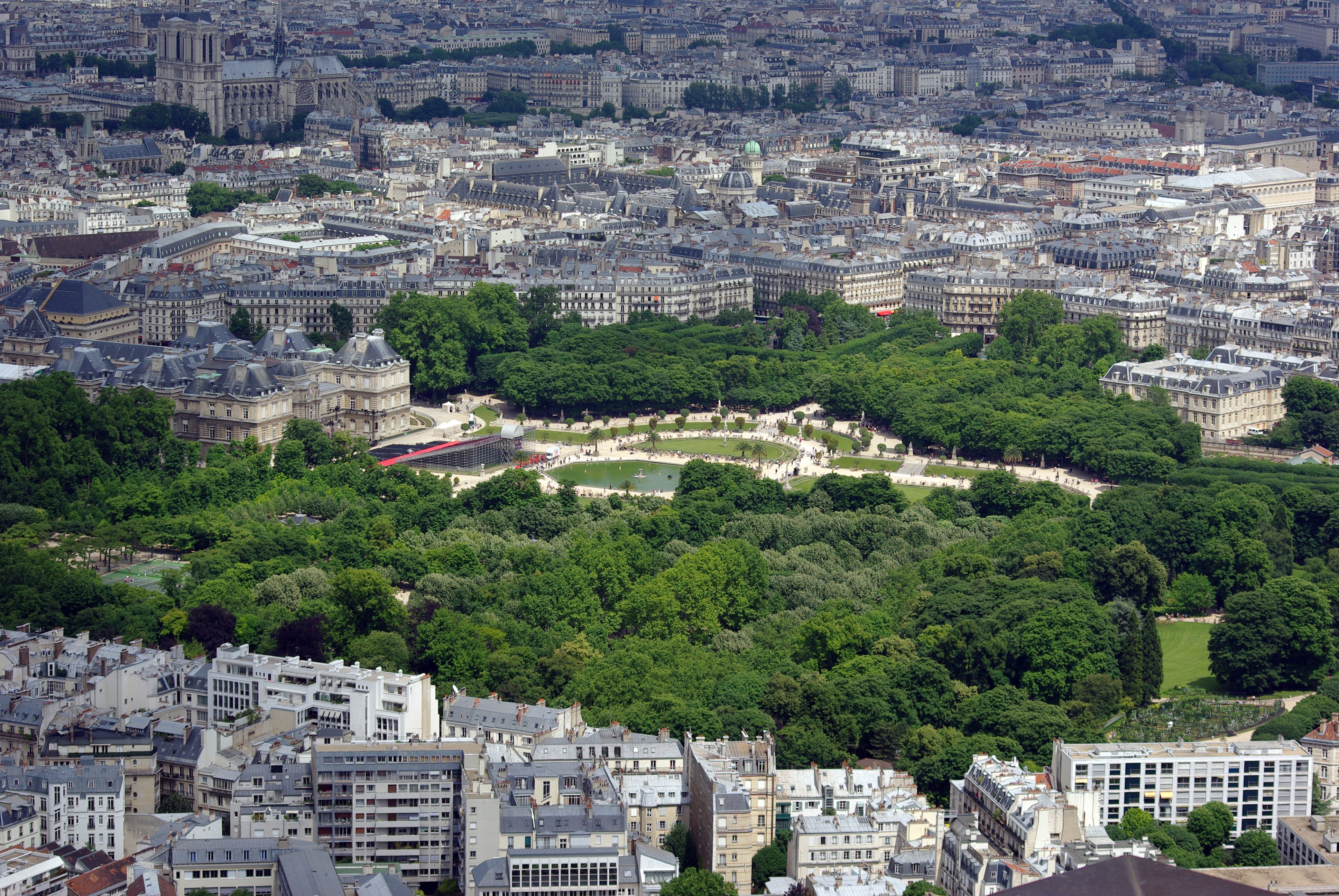
Jardim de Luxemburgo, em Paris.

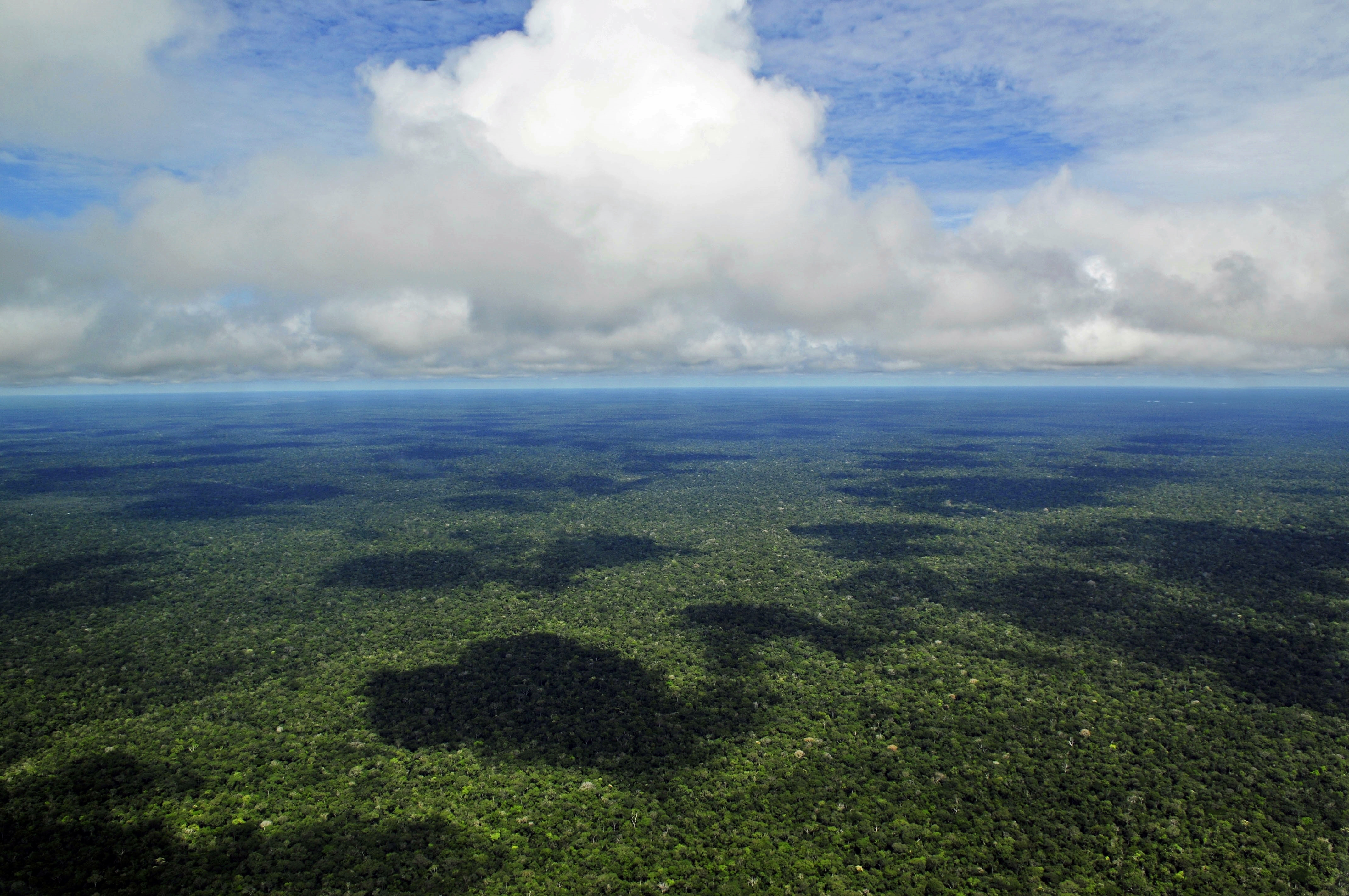
Jardim Botânico Adolpho Ducke, em Manaus.

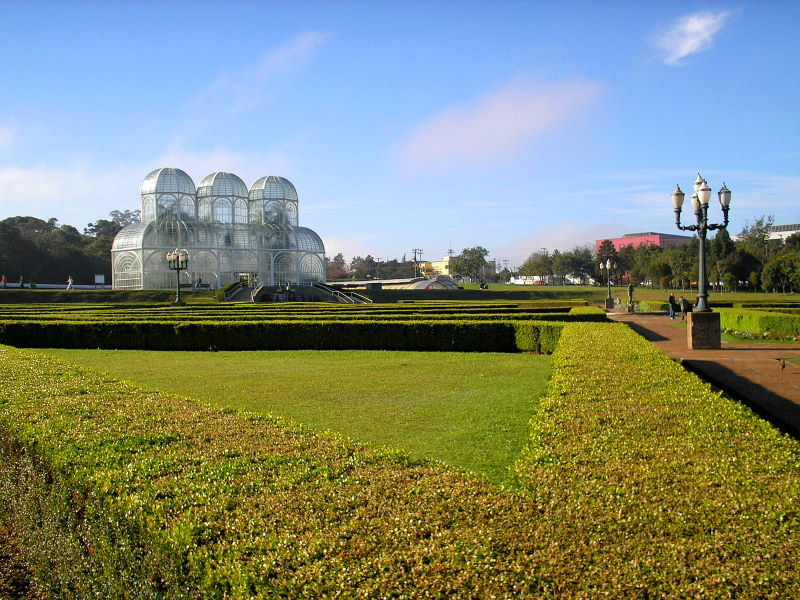
Jardim Botânico, em Curitiba.

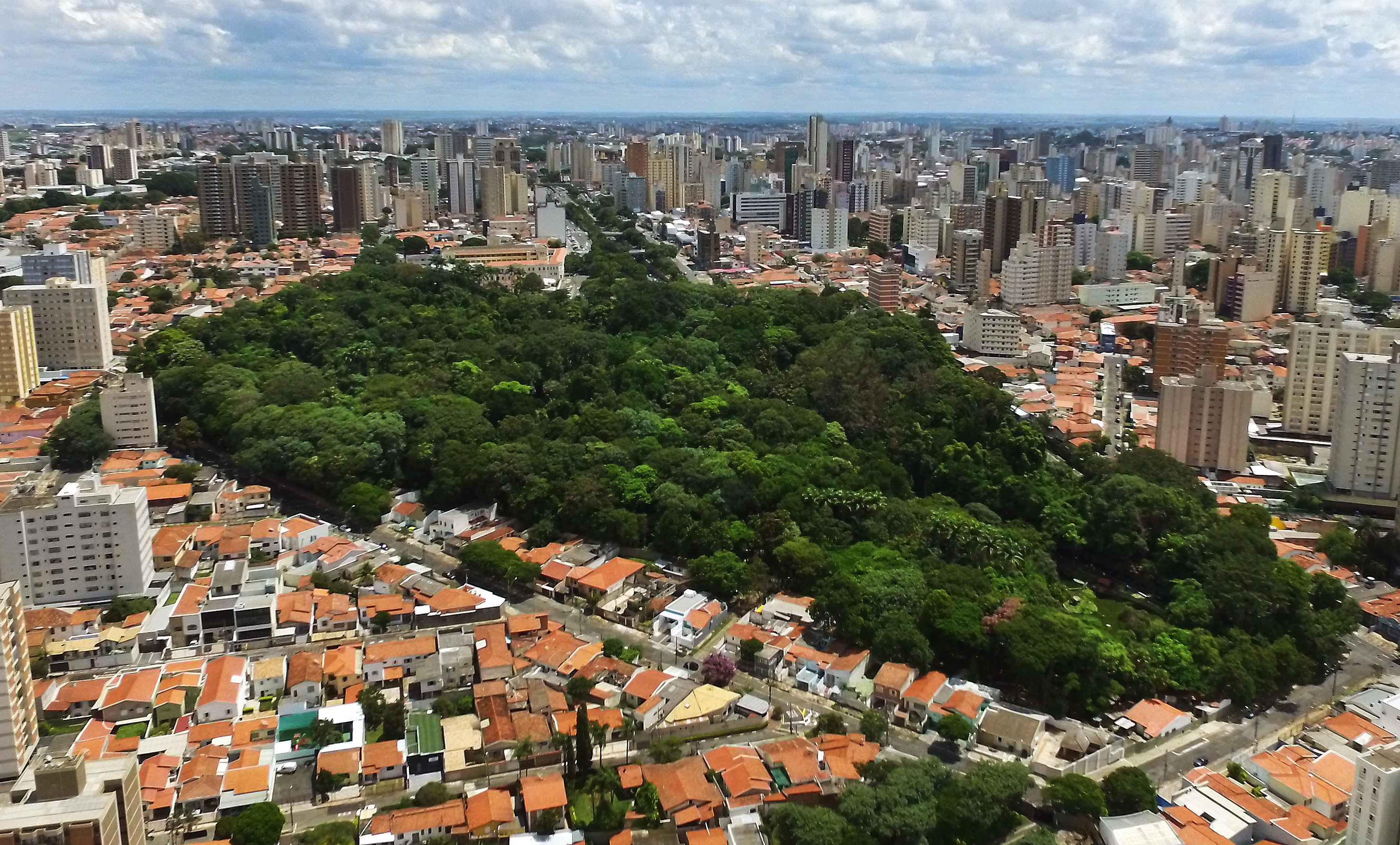
Bosque dos Jequitibás, em Campinas.

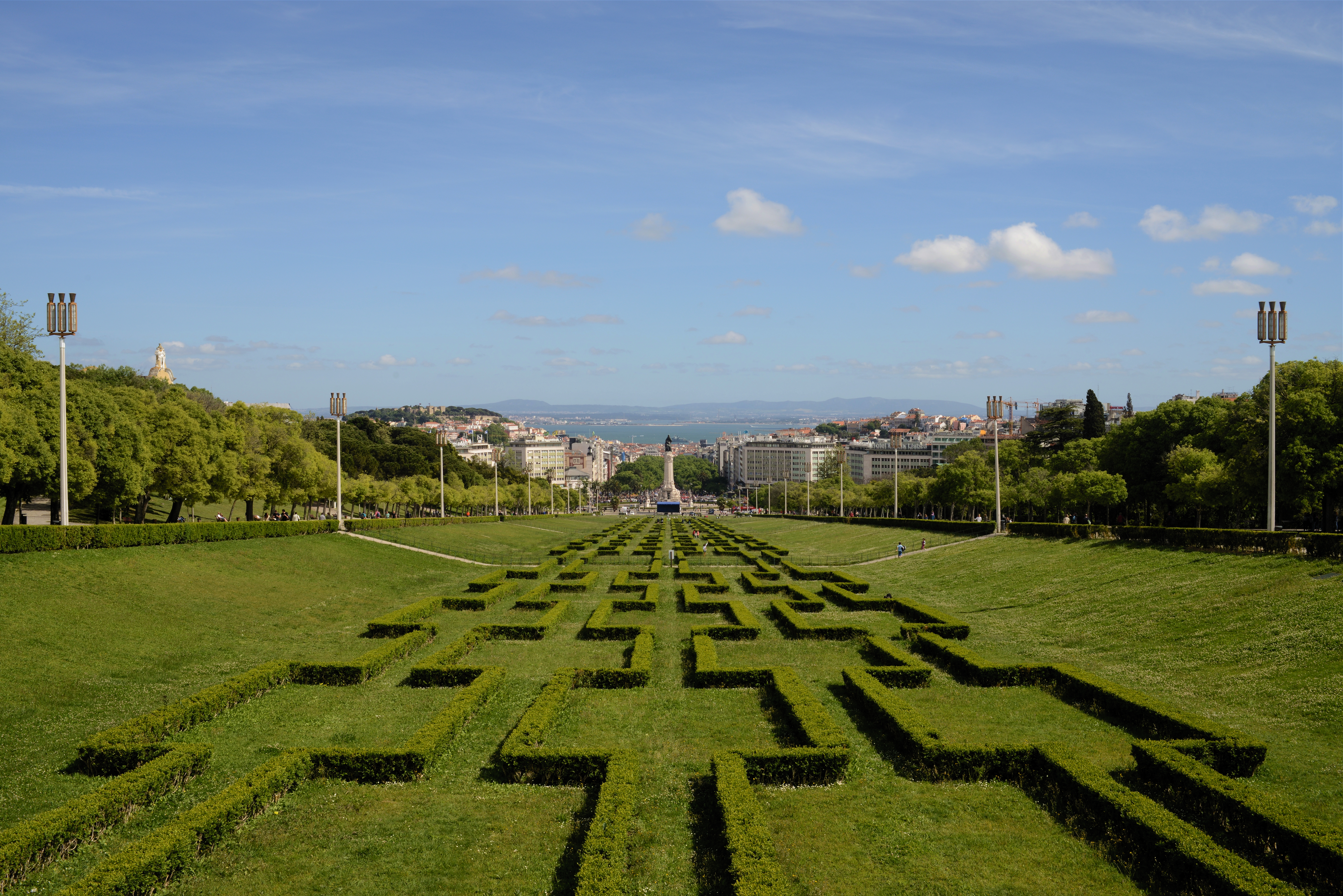
Parque Eduardo VII, em Lisboa.

Uma área verde urbana ou parque urbano é um espaço urbano com predomínio de vegetação, concebido com diversos propósitos. Nesta categoria, enquadram-se os parques, jardins botânicos, jardins zoológicos, complexos recreativos e esportivos, hípicas e cemitérios-parques, dentre outros. A preservação da natureza e a aclimatação de sua área de domínio – com a melhoria na qualidade do ar – estão entre as prioridades destes ambientes, contribuindo para bem-estar da população local.
Um parque é uma área de espaço aberto proporcionada para uso recreativo, geralmente de propriedade e mantida por um governo local. A grama normalmente é mantida curta para desencorajar pragas de insetos e permitir o aproveitamento de piqueniques e atividades esportivas. As árvores são escolhidas por sua beleza e para fornecer sombra, com uma ênfase crescente na redução do efeito de ilha de calor urbana.

## História
Alguns parques antigos incluem a La Alameda de Hércules, em Sevilha, um passeio público arborizado, jardim urbano e parque construído em 1574, dentro do centro histórico de Sevilha. O Városliget (Parque da Cidade) na Cidade de Peste, que hoje é Budapeste, Hungria, era uma propriedade da cidade quando o florestamento começou em meados do século XVIII, e a partir da década de 1790 com o objetivo claro de criar um parque público. Entre 1799 e 1805 foi alugado à família Batthyány para realizar tal projeto, mas a cidade acabou retomando o controle e em 1813 anunciou um concurso de design para finalmente concluir o parque; as obras começaram em 1816.
Um dos primeiros parques públicos construídos para esse fim, embora financiado de forma privada, foi o Princes Park no subúrbio de Toxteth, em Liverpool. Este foi projetado por Joseph Paxton a partir de 1842 e inaugurado em 1843. O terreno onde o parque foi construído foi comprado por Richard Vaughan Yates, um comerciante de ferro e filantropo, em 1841 por £50 000. A criação do Princes Park mostrou grande visão e introduziu uma série de ideias altamente influentes. Em primeiro lugar estava a provisão de espaço aberto para o benefício dos moradores da cidade e residentes locais dentro de uma área que estava sendo rapidamente urbanizada. Em segundo lugar, tomou o conceito da paisagem projetada como um cenário para a residência suburbana (uma ideia pioneira de John Nash no Regent's Park em Londres) e a reformulou para a cidade provincial de uma forma muito original. A reformulação de Nash do St James's Park a partir de 1827 e a sequência de rotas processionais que ele criou para ligar The Mall ao Regent's Park transformaram completamente a aparência do West End de Londres. Com o estabelecimento do Princes Park em 1842, Joseph Paxton fez algo similar para o benefício de uma cidade provincial, ainda que uma de estatura internacional em virtude de seu florescente setor mercantil. Liverpool tinha uma presença crescente no comércio marítimo global antes de 1800, e durante a era vitoriana sua riqueza rivalizava com a da própria Londres.
A forma e o layout dos terrenos ornamentais de Paxton, estruturados em torno de um lago informal dentro dos limites de uma estrada serpentinante, estabeleceram os elementos essenciais de seu muito imitado design para o Birkenhead Park em Birkenhead. Este último começou em 1843 com a ajuda de financiamento público e implantou as ideias que Paxton no Princes Park em uma escala mais expansiva. Frederick Law Olmsted visitou o Birkenhead Park em 1850 e elogiou suas qualidades. Na verdade, Paxton é amplamente creditado como tendo sido uma das principais influências no design de Olmsted e Calvert para o Central Park de Nova York em 1857.
Outro parque público antigo, o Peel Park, Salford, na Inglaterra, foi inaugurado em 22 de agosto de 1846.

## Exemplos de obras
Constam as grandes obras de parques e jardins no mundo com maior influência:

### Parques
- Hyde Park, Londres
- Regent's Park, Londres
- Birkenhead Park, Liverpool
- Central Park, Nova Iorque
- Bois de Boulogne, Paris
- Parque Florestal de Monsanto, Lisboa
- Vale do Silêncio, Lisboa
- Parque das Nações, Lisboa
- Parque Nacional da Tijuca, Rio de Janeiro
- Passeio Público do Rio de Janeiro, Rio de Janeiro
- Parque da Cidade, Brasília
- Aterro do Flamengo, Rio de Janeiro
- Parque Estadual Sumaúma, Manaus
- Parque Municipal do Mindu, Manaus
- Parque das Dunas, Natal
- Parque da Cidade Dom Nivaldo Monte, Natal
- Parque do Ibirapuera, São Paulo
- Parque da Luz
- Parque da Aclimação, São Paulo
- Parque do Piqueri, São Paulo
- Parque Villa-Lobos, São Paulo
- Lago Municipal de Cascavel
- Parque Potycabana, Teresina
- Parque do Mocambinho, Teresina
- Parque Estação da Cidadania, Teresina
- Parque Barigüi, Curitiba
- Passeio Público, Curitiba
- Parque Farroupilha, Porto Alegre
- Parque do Cocó, Fortaleza
- Passeio Público de Fortaleza, Fortaleza
- Parque das Nações Indígenas, Campo Grande
- Parque Vaca Brava, Goiânia
- Parque Mãe Bonifácia,Cuiabá
- Parque Municipal Américo Renné Giannetti, Belo Horizonte
- Parque Municipal das Mangabeiras, Belo Horizonte

### Jardins
- Jardins do Palácio de Versailles, Paris
- Jardins de Luxemburgo, Paris
- Jardim das Plantas, Paris
- Jardins do Palácio de Mafra, Mafra
- Jardins do Palácio de Queluz, Queluz
- Jardim da Estrela, Lisboa
- Jardim do Campo Grande, Lisboa

### Jardins botânicos
- Horto Botânico de Pádua, Pádua
- Jardim Botânico da Ajuda, Lisboa
- Jardim Botânico de Curitiba
- Jardim Botânico de Belo Horizonte
- Jardim Botânico de Brasília
- Jardim Botânico de Manaus
- Jardim Botânico de Porto Alegre
- Jardim Botânico do Rio de Janeiro
- Jardim Botânico de São Paulo
- Jardim Botânico de Teresina

### Jardins zoológicos
- Jardim Zoológico de Lisboa
- Parque Zoológico de São Paulo
- Parque Zoobotânico de Teresina
- Jardim Zoológico do Rio de Janeiro

## Bosques
- Bosque dos Jequitibás

### Complexos esportivos arborizados
- Centro Educativo Recreativo Esportivo do Trabalhador